# 혼천설
혼천설(渾天說)은 개천설 이후에 등장했을 것이라 생각되는 논천설(전통 동양 우주론)이다. 개천설과 경쟁한 끝에 승리하여 주류 이론이 되었다. 혼천설도 개천설과 같이 만든 이가 명확히 전해져오지 않는다.
혼천설이 개천설과 가장 다른 점은 하늘과 땅의 관계에 대한 설명이다. 혼천설은 개천설에서의 하늘과 땅의 상하적 관계의 개념을 사용하지 않는다. 혼천설에 의하면 하늘이 땅을 감싸고 있다. 우주의 모습을 달걀에 비유하여 달걀 노른자를 땅에 비유하였고, 하늘을 달걀 껍질처럼 땅을 둘러 싸고 있다 설명하였다. 땅을 달걀 껍질에 비유하였으나, 이는 후에 나오는 지구의 개념을 설명한 것이 아니다. 달걀 노른자라는 비유는 우주의 중심에 땅이 있다는 의미이다. 땅의 모양에 대해서는 혼천설도 개천설과 같이 평평한 모양이라 주장한다. 오히려 후기 개천설이 땅을 북극이 꼭대기인 반구형으로 설명했다.
혼천설의 혼상이나 혼천의와 같은 천문 기구들을 사용한 것으로부터 기원한다. 이러한 기구를 사용해 하늘을 관측하기 위해서는 하늘에 가상의 구, 즉 천구를 가정해야 한다. 이러한 천구에 별이 박혀 움직인다는 생각으로부터 혼천설이 기원하였다.
혼천설의 하늘도 개천설의 하늘과 같이 북극을 중심으로 회전한다. 하늘은 동에서 서로 움직이고, 해와 달이 하늘을 서에서 동으로 움직인다.  하루에 한 바퀴씩 하늘이 돌기 때문에 해가 땅 위로 올라와있는 동안이 낮이고 해가 땅 아래로 내려가 있는 시간이 밤이다. 혼천설에 의하면 하늘은 365 1/4도 이고 반은 땅 위를 덮고, 반은 땅 아래에 있어 28수 가운데 절반만이 항상 보인다.
개천설은 하늘이 지탱되는 것에 대한 이유를 설명하지 못하였다. 혼천설에서는 이를 기와 물을 도입해서 설명한다.
“땅 아래에는 물이 있다. 땅 위에는 기가 가득 차 있어 하늘이 무너지지 않도록 한다.” 이와 같은 설명을 통해서 혼천설은 하늘의 안정성을 설명한다.
고대 이후 전근대 동양의 우주론은 혼천설이 지배적이였다. 이후의 천문 관측은 혼천설을 바탕으로 이루어졌고, 역법을 만들 때에도 혼천설의 이론을 바탕으로 만들었다.
혼천설은 천구에 천체가 붙어있다 생각하는 현대의 구면천문학과 유사하다.